# الدول العربية المتحدة
الدول العربية المتحدة كان اتحاد كونفيدراليًا قصير الأجل بين الجمهورية العربية المتحدة (مصر وسوريا) والمملكة المتوكلية اليمنية في الأعوام 1958-1961.
في البداية كانت الجمهورية العربية المتحدة دولة ذات سيادة تشكلت من اتحاد مصر وسوريا في العام 1958. وفي العام نفسه، انضمت المملكة المتوكلية اليمنية (شمال اليمن)، التي وقعت بالفعل اتفاقية دفاع مع مصر، إلى الدولة الجديدة في اتحاد كونفيدرالي فضفاض يسمى الدول العربية المتحدة. كان أحد الأسباب التي أدت لإتخاذ هذا القرار هو خشية المملكة المتوكلية من المملكة العربية السعودية المجاورة ذات القوة والمساحة الأكبر (المملكتان تحاربتا في العام 1934 وتتشاركان حدودًا متغيرة)، وبالتالي رأت المملكة المتوكلية أن هذا القرار سيكون مصدر أمان لها. ومع ذلك، على عكس البلدين العضوين في الجمهورية العربية المتحدة، ظلت المملكة المتوكلية دولة ذات سيادة مستقلة حيث حافظت على عضويتها في الأمم المتحدة وسفاراتها طوال فترة الاتحاد.
لم يحقق الاتحاد أو الكونفيدرالية أهدافه العروبية أو القومية العربية حيث حُل في العام 1961.

## نص الإتفاقية
وقد نصت الاتفاقية على:
- إنشاء اتحاد يسمى «الدول العربية المتحدة» ليترك المجال أمام الدول الراغبة في الانضمام إليه على أن تحتفظ كل دولة بشخصيتها الدولية وبنظام الحكم الخاص بها
- يكون مواطنو الاتحاد متساوين في الحقوق والواجبات العامة، كما أن لكل مواطن فيه حق العمل وتولي الوظائف العامة في البلاد المتحدة دون تفرقة
- تباح حرية التنقل بين دول الاتحاد ـ ضمن حدود القانون ـ وعلى أن تتبع الدول الأعضاء السياسة الخارجية الموحدة التي يضعها الاتحاد ويتولى التمثيل السياسي والقنصلي له هيئة واحدة في الأحوال التي يقرر فيها الاتحاد ذلك.
- يكون للاتحاد قوات مسلحة واحدة، وتنظم الشؤون الاقتصادية وفقاً لخطط مرسومة تهدف إلى تنمية الإنتاج واستغلال موارد الثروة الطبيعية وتنسيق النشاط الاقتصادي، على أن ينظم القانون فيما بعد شؤون النقد وكيفية الاتحاد الجمركي ومراحل ووسائل تنسيق التعلم والثقافة في الاتحاد.
- يشرف مجلس أعلى مؤلف من رؤساء الدول الأعضاء على شؤون الاتحاد، ويعاون المجلس الأعلى في مباشرة سلطانه مجلس يسمى «مجلس الاتحاد» يشكل من عدد متساو من ممثلي الدول الأعضاء ويترك للقانون أمر تحديد عدد أعضاء المجلس ومدة عضويتهم والأحكام الخاصة بهم.
- تكون رئاسة الاتحاد بالتناوب بين الدول الأعضاء، وعلى الدولة التي تحل نوبتها أن ترشح من يتولى الرئاسة على أن يكون للرئيس نائب أو نواب من الدولة أو الدول الأعضاء في الاتحاد.
- يختص المجلس الأعلى برسم السياسة العليا للاتحاد في المسائل السياسية والدفاعية والاقتصادية والثقافية وإصدار القوانين اللازمة في هذا الشأن، وتكون قراراته بالإجماع.. ويعود للمجلس حق تعيين القائد العام للقوات المسلحة في الاتحاد.
- تتبع مجلس الاتحاد ثلاث هيئات هي: مجلس الدفاع والمجلس الاقتصادي والمجلس الثقافي، وتكون للقوانين الاتحادية قوة إلزامية في البلاد المتحدة، ويعين رئيس كل دولة وزيراُ لدى الدول العربية المتحدة يختص بالإشراف على تنفيذ قرارات الاتحاد في الإقليم الذي يتبعه، كما يعين رئيس كل دولة وزيراً نائباً عنه لدى رئيس أو رؤساء الدول الأخرى ويكون له صفة الوزراء المحليين.
- إلغاء التمثيل السياسي بين الدول الأعضاء، وتسري القواعد الجمركية المعمول بها في الدول أعضاء الاتحاد أن ينظم إلى الاتحاد الجمركي بينها.